# Fronte di Convergenza Nazionale
Il Fronte di Convergenza Nazionale (in spagnolo: Frente de Convergencia Nacional - FCN) è un partito politico di orientamento conservatore e nazionalista fondato in Guatemala nel 2008.

## Risultati elettorali
| Elezione          | Voti    | %    | Seggi    |
| ----------------- | ------- | ---- | -------- |
| Parlamentari 2011 | 23.224  | 0,53 | 0 / 158  |
| Parlamentari 2015 | 403.086 | 8,84 | 11 / 158 |
| Parlamentari 2019 | 210.307 | 5,22 | 8 / 160  |